# Grimaldi Lines
Pour les articles homonymes, voir Grimaldi (homonymie).
Ne doit pas être confondu avec Grandi Navi Veloci.
Grimaldi Lines est une compagnie maritime italienne assurant le transport de passagers, de véhicules et de fret depuis l'Italie continentale vers la Sardaigne, la Sicile, l'Espagne, la Grèce, la Tunisie et le Maroc. Créée en 2000 sous le nom de Grimaldi Ferries, la société, filiale du groupe Grimaldi, est à l'origine destinée aux liaisons internationales méditerranéennes et principalement consacrée au transport de fret. C'est à partir de la fin des années 2000 que la compagnie va développer son offre à destination des passagers en alignant une flotte de plus en plus performante et s'imposera tout au long des années 2010 comme l'un des principaux transporteurs sur les lignes du cabotage italien, tout particulièrement à destination de la Sardaigne.

## Historique
Dans les années 1990, le groupe Grimaldi décide de concurrencer la compagnie publique Tirrenia, bénéficiant alors d'un quasi-monopole sur les liaisons intérieures italiennes. C'est dans ce contexte que la filiale Grandi Navi Veloci voit le jour en 1992 et commence ses activités l'année suivante à l'aide du luxueux ferry Majestic, mis en service entre Gênes et la Sicile. Tandis que le service se développe et rencontre un certain succès tout au long de la décennie, le groupe Grimaldi envisage la création d'une autre filiale qui serait quant à elle spécialisée dans le transport de fret et de passagers sur des liaisons internationales à travers la Méditerranée.
En 1999, le groupe Grimaldi fait l'acquisition de deux cargos mixtes, le navire italien Freccia Blu, d'une capacité de 1 600 mètres linéaires, et le français Porto Cardo, racheté à la Compagnie méridionale de navigation. Le premier est mis en service Gênes et Barcelone tandis que le second est affecté à une liaison entre Salerne, Malte et l'Espagne sous le nom de Malta Express. En 2000 est créée la filiale Grimaldi Ferry Prestige à qui est confiée l'exploitation de ces lignes. Cette nouvelle entité, qui adoptera rapidement le nom commercial de Grimaldi Ferries, envisage de participer à la mise en place du projet européen des autoroutes de la mer.
Tout juste créée, la nouvelle filiale entreprend le développement de ses activités en passant commande de deux navires mixtes jumeaux aux chantiers navals Visentini. Livrés en 2003, ces sister-ships de 186 mètres et capables de transporter 1 000 passagers et 2 200 mètres linéaires de fret sont baptisés Eurostar Valencia et Eurostar Salerno. Ils sont mis en service entre Salerne, la Sicile, Malte, Tunis et Valence et remplacent le cargo Malta Express qui est transféré sur une nouvelle ligne reliant Livourne à Barcelone.

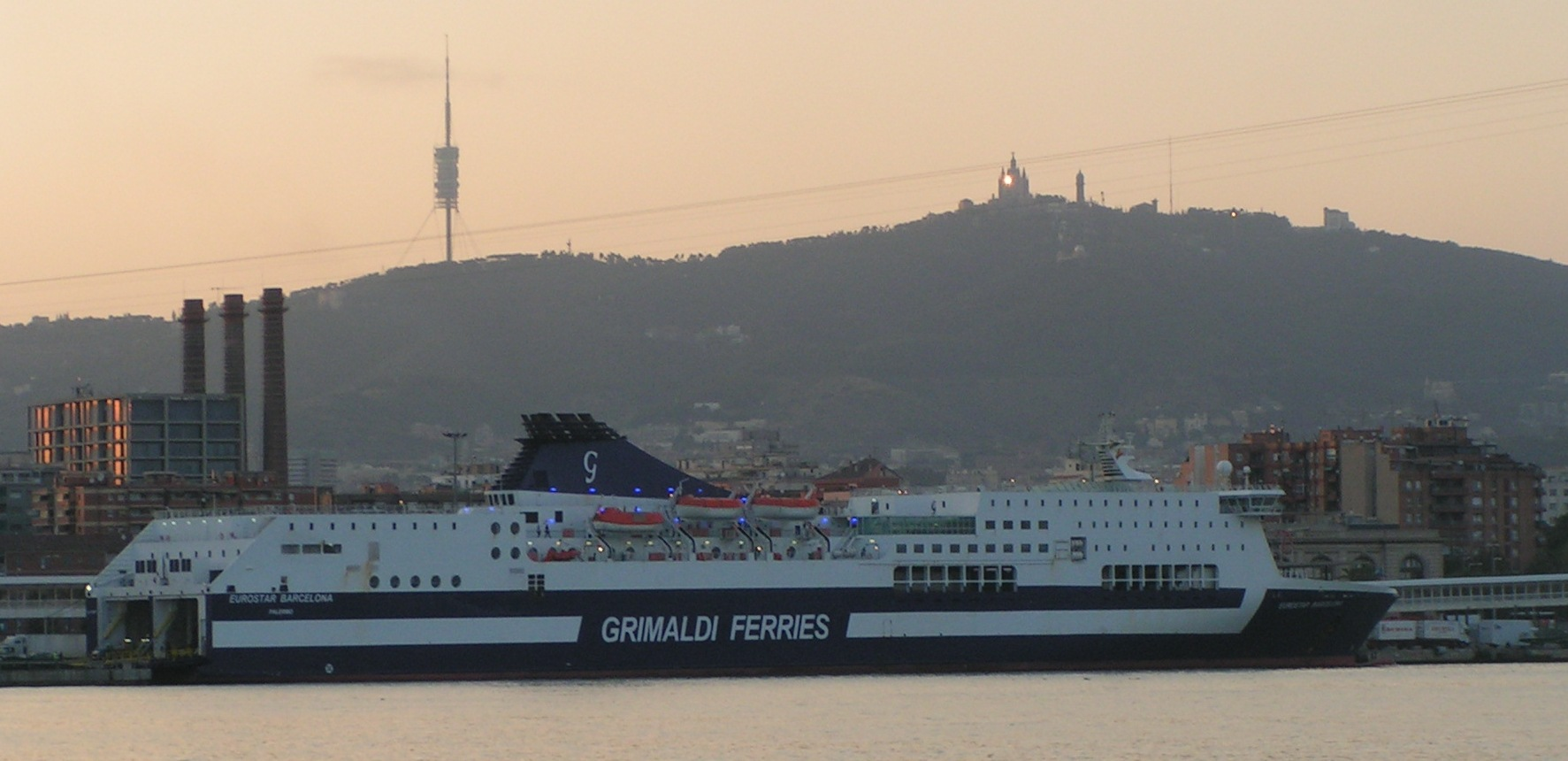
L‘Eurostar Barcelona, mis en service en 2004.

L'année suivante, Grimaldi Ferries ouvre une troisième liaison vers Barcelone, cette fois-ci au départ de Civitavecchia, moyennant l'acquisition d'un navire supplémentaire, le navire mixte rapide grec Superfast I. Rebaptisé Eurostar Roma, ce navire de 173 mètres de long et d'une capacité de 1 400 passagers et 1 850 mètres linéaires de fret peut également naviguer à la vitesse de 27 nœuds. Il est rejoint en 2005 par le navire Prometheus, navire mixte de 212 mètres disposant d'une importante capacité de remorques acquis à la compagnie grecque Minoan Lines. Rebaptisé Eurostar Barcelona, il permet à Grimaldi Ferries d'assurer une traversée quotidienne dans les deux sens entre Civitavecchia et Barcelone.
À compter de 2005, Grimaldi Ferries met successivement en service sept rouliers dévolus au transport du fret sur ses principales lignes en sus de ses autres navires. C'est également cette année là que, dans le cadre du projet des autoroutes de la mer, la compagnie met en place une liaison reliant Civitavecchia à Toulon en partenariat avec l'armateur français LD Lines. En 2005 également, la liaison entre Gênes et Barcelone est renforcée grâce à l'affectation du navire Ocean Trailer, affrété pour deux ans à la compagnie grecque Hellenic Seaways. À cette même période, le nom commercial Grimaldi Ferries est progressivement abandonné au profit de la marque Grimaldi Lines.

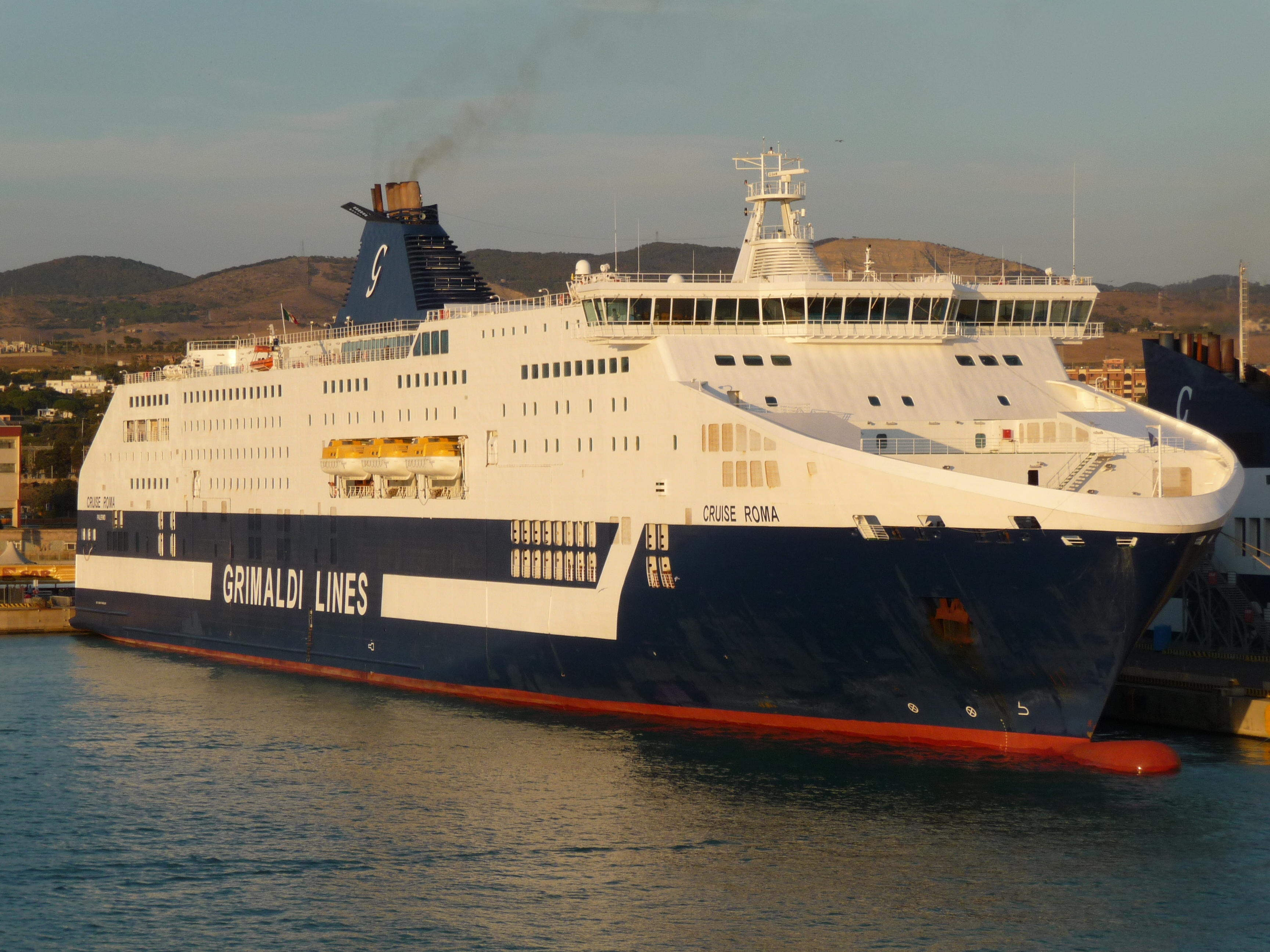
Le Cruise Roma, plus grand navire mixte de Méditerranée à sa mise en service, sera allongé de 30 mètres en 2019.

En 2006, Grimaldi Lines tente de s'installer sur les lignes entre l'Italie, la Corse et la Sardaigne en effectuant des escales à Bastia ou Cagliari en sus des traversées entre Civitavecchia et Toulon. L'expérience ne s'avérera toutefois pas concluante, mais n'empêchera pas la compagnie de tenter de s'installer à Porto-Vecchio au cours de l'été 2007, là aussi sans succès. La ligne entre Civitavecchia et Toulon sera à son tour fermée en 2009. À l'inverse, les liaisons entre l'Italie et l'Espagne, en particulier celle reliant Civitavecchia à Barcelone, rencontrent un succès très important, si bien que les ferries Eurostar Roma et Eurostar Barcelona deviennent rapidement obsolètes. Afin de les remplacer, le groupe Grimaldi investit dans la construction de deux unités présentant des caractéristiques sans précédent au sein de la flotte. Livrés en 2008, les jumeaux Cruise Roma et Cruise Barcelona sont les plus grands ferries naviguant en Méditerranée avec une longueur de 224 mètres pour un tonnage d'environ 54 000 tonneaux. Positionnés entre Civitavecchia et Barcelone, ils réalisent également une escale à Porto Torres en Sardaigne. La mise en service de ces mastodontes intervient alors dans un contexte où la compagnie Grandi Navi Veloci affirme de plus en plus son indépendance vis à vis du groupe Grimaldi, qui ne conserve en 2008 que de minces parts dans son ancienne filiale. GNV finira par quitter définitivement le giron de Grimaldi en 2011 à l'occasion de son rachat par l'armateur MSC. Mais malgré l'émancipation de sa filiale, le groupe Grimaldi parviendra à étendre son champ d'actions au delà de la Méditerranée en rachetant en 2006 la compagnie finlandaise Finnlines, opérant en mer Baltique, puis deux ans plus tard la compagnie Minoan Lines, l'un des principaux armateurs grecs.
Ainsi, dès 2009, le groupe Grimaldi transfère sous les couleurs de Grimaldi Lines trois cargos de Finnlines. Il frète également sous le nom de Zeus Palace l'ex-Eurostar Barcelona à Minoan Lines, qui était par ailleurs sa compagnie d'origine, et fait construire pour cette dernière deux navires géants présentant des caractéristiques similaires à celles des jumeaux Cruise Roma et Cruise Barcelona. Avec l'arrivée de ces nouveaux navires, Grimaldi Lines affrète en 2010 le ferry Ikarus Palace qu'elle met en service sur une toute nouvelle ligne reliant Savone, Barcelone et Tanger au Maroc.

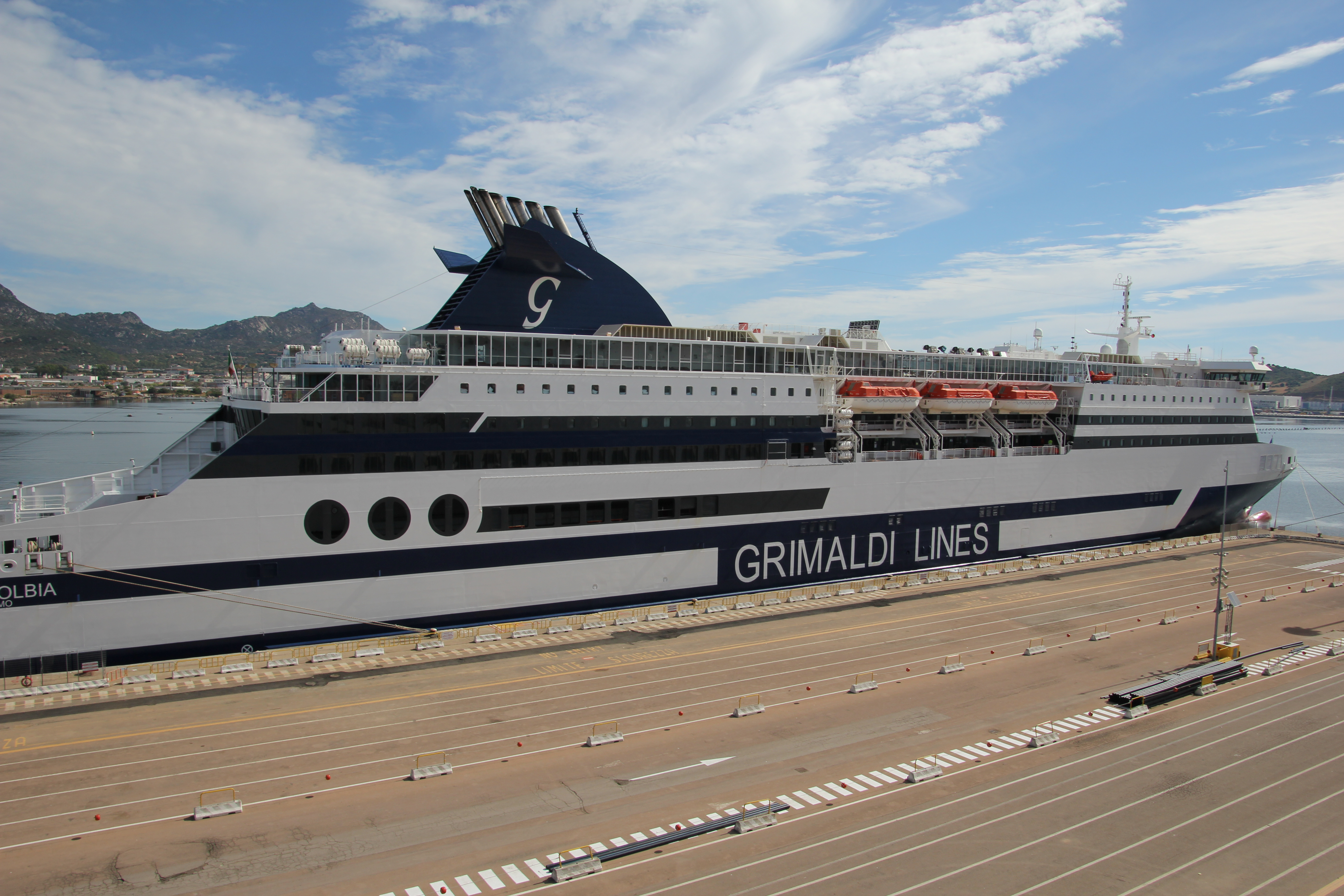
Le Cruise Olbia, acquis par Grimaldi Lines en 2016 dans le cadre du développement des liaisons vers la Sardaigne.

À partir des années 2010, Grimaldi Lines renouvelle sa flotte de rouliers en alignant entre 2011 et 2015 une vingtaine unités, neuves ou affrétées, ainsi que deux ro-pax de Finnlines. Cette décennie est également le théâtre de la mise en place d'un quasi-monopole sur les lignes entre le continent italien et la Sardaigne en raison du rachat, en 2012, de la compagnie publique Tirrenia par le groupe Onorato, propriétaire notamment de la compagnie Moby Lines. Profitant d'une santé financière stable, Grimaldi va alors étoffer son réseau vers l'île. Dès 2016, deux lignes reliant Civitavecchia et Livourne à Olbia sont ouvertes, l'une assurée par le Zeus Palace et l'autre par un tout nouveau navire racheté à une société malaisienne, le Bimini Superfast, ancien navire de la compagnie grecque Superfast Ferries, qui intègre la flotte de Grimaldi Lines sous le nom de Cruise Olbia. Avec la mise en place d'une stratégie low cost, la compagnie espère alors à terme capter 50% de parts de marchés sur la destination sarde. Cette même année 2016, le navire Ikarus Palace, affrété à Minoan Lines depuis 2010, est transféré sous les couleurs de Grimaldi Lines sous le nom de Cruise Smeralda. Malgré ces changements, il conserve son affectation vers l'Espagne et le Maroc.
Dès leur ouverture, les nouvelles liaisons de Grimaldi vers la Sardaigne rencontrent un très franc succès, ce qui encourage alors la compagnie à renforcer ses moyens. Ainsi, au mois de janvier 2018, Grimaldi Lines transfère au sein de sa flotte le navire Bonaria, ancien ferry de Minoan Lines affrété depuis 2012 par la compagnie Tirrenia. Rebaptisé Cruise Bonaria, il est affecté entre Livourne et Olbia. Plus tard, au début de la saison estivale, la compagnie aligne au départ de Civitavecchia le Cruise Ausonia, ancien Superfast XII, racheté à Superfast Ferries. Son arrivée permet le transfert du Zeus Palace sur une ligne régulière entre Livourne et la Sicile. Parallèlement au développement des lignes sardes, Grimaldi Lines renforce également sa présence en mer Adriatique en lançant une ligne ro-pax dès 2017 entre l'Italie et la Grèce, dans un premier à l'aide du navire mixte Euroferry Corfù, transféré depuis la flotte de Finnlines. Frété à la compagnie corse Corsica Linea à partir de 2018, il est remplacé par les navires Florencia et Corfù.
À partir de 2019, Grimaldi Lines, à l'instar d'autres armateurs en Méditerranée, entame un programme de transition énergétique en réalisant diverses modifications sur les navires de sa flotte. Ainsi, tous sont équipés d'épurateurs de fumées visant à réduire les émissions de soufre et les jumeaux Cruise Roma et Cruise Barcelona sont même allongés d'une vingtaine de mètres, en plus de l'installations de batteries au lithium permettant l'arrêt des moteurs durant les escales. La livrée des navires est aussi légèrement modifiée et est désormais plus visible sur les coques.
Au cours de l'année 2020, les liaisons de la compagnie sont perturbées en raison des restrictions sanitaires liées à la pandémie de Covid-19. Suspendues dans un premier temps, elles sont finalement rouvertes à la fin du printemps, à l'exception de la ligne reliant Savone à Tanger, ce qui entraîne alors le redéploiement du Cruise Smeralda entre Livourne et Palerme. À la fin de l'année, le Cruise Bonaria est échangé avec le ferry Knossos Palace de Minoan Lines qui intègre alors la flotte de Grimaldi Lines en récupérant le patronyme vacant de Cruise Bonaria.
Au mois de février 2021, le plan de flotte de la compagnie se voit modifié. Afin de renforcer les liaisons avec la Sardaigne, le groupe Grimaldi décide de transférer au sein de la flotte les navires Cruise Olympia et Cruise Europa, exploités jusqu'à présent sur les lignes de Minoan Lines entre la Grèce et l'Italie. Mis en service entre Livourne et Olbia, leur arrivée entraîne le transfert du Cruise Bonaria et du Cruise Olbia sur les liaisons de l'Adriatique. Ces derniers sont alors exploités sous les couleurs de Grimaldi Lines, marquant l'éviction de la compagnie Minoan Lines des lignes greco-italiennes.
En mai 2021, Grimaldi Lines ouvre ligne reliant Naples à Cagliari, elle y emploie le Corfù.

## Flotte

### Flotte actuelle
En octobre 2024, Grimaldi Lines exploite 13 navire en Méditerranée, douze navires mixtes et un ferry rapide.
| Navire           | Pavillon | Type         | Construction | Entrée en flotte | Tonnage    | Longueur | Largeur | Capacité  | Capacité  | Capacité  | Vitesse    | Statut     |
| Navire           | Pavillon | Type         | Construction | Entrée en flotte | Tonnage    | Longueur | Largeur | Passagers | Véhicules | Remorques | Vitesse    | Statut     |
| ---------------- | -------- | ------------ | ------------ | ---------------- | ---------- | -------- | ------- | --------- | --------- | --------- | ---------- | ---------- |
| Cruise Roma      |          | Navire mixte | 2008         | 2008             | 63 742 UMS | 254 m    | 30,40 m | 3 500     | 266       | 233       | 28 nœuds   | En service |
| Cruise Barcelona |          | Navire mixte | 2008         | 2008             | 63 742 UMS | 254 m    | 30,40 m | 3 500     | 266       | 233       | 28 nœuds   | En service |
| Cruise Sardegna  |          | Navire mixte | 2010         | 2021             | 54 310 UMS | 225 m    | 30,40 m | 2 300     | 610       | 180       | 27,5 nœuds | En service |
| Cruise Europa    |          | Navire mixte | 2009         | 2021             | 54 310 UMS | 225 m    | 30,40 m | 2 300     | 610       | 180       | 27,5 nœuds | En service |
| Cruise Bonaria   |          | Ferry rapide | 2000         | 2020             | 37 482 UMS | 214 m    | 26,40 m | 2 200     | 660       | 90        | 29,5 nœuds | En service |
| Europa Palace    |          | Navire mixte | 2001         | 2016             | 32 728 UMS | 203,90 m | 25 m    | 1 600     | 1 000     | 110       | 29 nœuds   | En service |
| Cruise Ausonia   |          | Navire mixte | 2002         | 2018             | 30 902 UMS | 199,90 m | 25,20 m | 1 527     | 653       | 130       | 28,6 nœuds | En service |
| Zeus Palace      |          | Navire mixte | 2001         | 2005             | 31 730 UMS | 212 m    | 25 m    | 1 300     | 1 000     | 122       | 30 nœuds   | En service |
| Europalink       |          | Navire mixte | 2007         | 2024             | 46 124 UMS | 218,77 m | 30,50 m | 554       | 336       | 280       | 30 nœuds   | En service |
| Corfù            |          | Navire mixte | 2006         | 2018             | 27 522 UMS | 186,50 m | 25,60 m | 972       | 170       | 110       | 24 nœuds   | En service |
| Venezia          |          | Navire mixte | 2004         | 2019             | 26 400 UMS | 186 m    | 25,60 m | 1 000     | 150       | 100       | 24 nœuds   | En service |
| Florencia        |          | Navire mixte | 2004         | 2007             | 26 302 UMS | 186 m    | 25,60 m | 1 000     | 160       | 100       | 23 nœuds   | En service |
| Catania          |          | Navire mixte | 2003         | 2009             | 26 302 UMS | 186 m    | 25,60 m | 1 000     | 160       | 100       | 23 nœuds   | En service |

### Anciens navires
| Navire             | Pavillon | Type         | Construction | Période   | tonnage    | Longueur | Largeur | Passagers | Véhicules | Vitesse    | Statut |
| ------------------ | -------- | ------------ | ------------ | --------- | ---------- | -------- | ------- | --------- | --------- | ---------- | --- |
| Igoumenitsa        |          | Navire mixte | 1999         | 2022-2024 | 33 958 UMS | 188,30 m | 28,70 m | 440       | 130       | 22 nœuds   | Transféré au sein de Grimaldi Trasmed. |
| Cruise Smeralda    |          | Navire mixte | 1997         | 2016-2023 | 29 968 UMS | 200,65 m | 25,80 m | 1 500     | 600       | 27 nœuds   | Vendu à la compagnie Adria Ferries. |
| Euroferry Olympia  |          | Navire mixte | 1995         | 2014-2022 | 32 534 UMS | 183 m    | 28,70 m | 600       | 3 200 ml  | 21,3 nœuds | Détruit par un incendie le 18 février 2022. Démoli en 2023. |
| Cruise Bonaria     |          | Navire mixte | 2001         | 2018-2020 | 36 825 UMS | 214 m    | 26,40 m | 1 900     | 660       | 29,5 nœuds | Restitué à Minoan Lines. |
| Europalink         |          | Navire mixte | 2007         | 2012-2018 | 46 124 UMS | 218,77 m | 30,50 m | 554       | 366       | 25 nœuds   | Restitué à Finnlines. |
| Sorrento           |          | Navire mixte | 1996         | 2003-2015 | 25 984 UMS | 186 m    | 25,60 m | 1 000     | 160       | 22,5 nœuds | Détruit par un incendie le 28 avril 2015. |
| Euroferry Brindisi |          | Navire mixte | 1996         | 2013-2014 | 29 100 UMS | 168,15 m | 28,30 m | 1 000     | 800       | 21 nœuds   | Navigue actuellement pour la compagnie polonaise Polferries sous le nom de Mazovia.                                                                                           |
| Eurostar Roma      |          | Navire mixte | 1995         | 2004-2008 | 23 663 UMS | 173,70 m | 24 m    | 1 400     | 830       | 27,9 nœuds | Navigue actuellement pour la compagnie polonaise Unity Line sous le nom de Skania.                                                                                            |
| Ocean Trailer      |          | Ferry        | 1987         | 2005-2007 | 29 733 UMS | 192,51 m | 27,01 m | 1 100     | 472       | 21,5 nœuds | Restitué à son propriétaire, navigue actuellement pour la compagnie grecque Hellenic Seaways sous le nom de Nissos Rodos.                                                     |
| Malta Express      |          | Navire mixte | 1980         | 1999-2006 | 11 457 UMS | 126,50 m | 21,01 m | 96        | 1 120 ml  | 18 nœuds   | Naviguait depuis 2016 aux Philippines sous le nom de Trans Asia 1. Échoué à la suite du passage d'un typhon en décembre 2021 puis détruit par un incendie le 16 juillet 2022. |
| Freccia Blu        |          | Navire mixte | 1970         | 1999-2002 | 5 697 UMS  | 163,96 m | 21,19 m | 1 100     | 1 620 ml  | 21 nœuds   | Démoli en 2002. |

## Lignes desservies

### Sardaigne
| Ligne                              | Navires                          |
| ---------------------------------- | -------------------------------- |
| Civitavecchia - Porto Torres       | Cruise Roma et Cruise Barcelona  |
| Livourne - Olbia                   | Cruise Sardegna et Cruise Europa |
| Civitavecchia - Olbia              | Cruise Bonaria                   |
| Naples - Cagliari                  | Europa Palace                    |
| Civitavecchia - Arbatax - Cagliari | Corfu                            |
| Barcelone - Porto Torres           | Cruise Roma et Cruise Barcelona  |

### Sicile
| Ligne              | Navires        |
| ------------------ | -------------- |
| Livourne - Palerme | Zeus Palace    |
| Naples - Palerme   | Cruise Ausonia |
| Salerne - Palerme  | Catania        |

### Espagne
| Ligne                     | Navires                         |
| ------------------------- | ------------------------------- |
| Civitavecchia - Barcelone | Cruise Roma et Cruise Barcelona |

### Grèce
| Ligne                  | Navires                     |
| ---------------------- | --------------------------- |
| Ancône - Igoumenitsa   | Florencia et Venezia        |
| Brindisi - Igoumenitsa | Igoumenitsa et Kydon Palace |

### Tunisie
| Ligne                     | Navires |
| ------------------------- | ------- |
| Civitavecchia - Tunis     | Catania |
| Salerne - Palerme - Tunis | Catania |